# Cedar Walton
Cedar Anthony Walton (født 17. januar 1934 i Dallas Texas, død 19. august 2013) var en amerikansk jazzpianist. 
Walton kom til New York, hvor han spillede med Charlie Parker, Kenny Dorham, Eddie Harris og J.J. Johnson; Spillede med Benny Golson/Art Farmer Jazztet (1958-1961). Walton var med på John Coltrane´s klassiker Giant Steps (1959). Han blev I begyndelsen af 1960´erne medlem af Art Blakey´s Jazz Messengers, hvor han spillede med Wayne Shorter, Lee Morgan og Freddie Hubbard.
Walton blev så pianist for pladeselskabet Prestige, hvor han lavede sine egne plade indspilninger. Han spillede senere med Billy Higgins i et fast rytmegruppe team, som spillede bl.a. med Higgins grupper og Bob Berg.